# Біохімія рослин
Біохімія рослин — вивчає хімічний склад рослинних організмів і хімічні процеси, що лежать в основі їхньої життєдіяльності. В ході вивчення дисципліни демонструється практичне застосування і значення основних груп біохімічних речовин в житті рослин і діяльності людини.
| Альфа-спіраль аланіну | Це незавершена стаття з біохімії. Ви можете допомогти проєкту, виправивши або дописавши її. |

| Листок дуба | Це незавершена стаття з ботаніки. Ви можете допомогти проєкту, виправивши або дописавши її. |